# Гольм'янська сільська рада
Го́льм'янська сільська́ ра́да — колишня адміністративно-територіальна одиниця та орган місцевого самоврядування в Балтському районі Одеської області. Адміністративний центр — село Гольма.

## Загальні відомості
- Територія ради: 77,41 км²
- Населення ради: 1 635 осіб (станом на 2001 рік)
- Територією ради протікає річка Кодима

## Населені пункти
Сільській раді підпорядковані населені пункти:
- с. Гольма

## Населення
Згідно з переписом 1989 року населення сільської ради становило 2100 осіб, з яких 871 чоловік та 1229 жінок.
За переписом населення 2001 року в сільській раді мешкало 1627 осіб.

### Мова
Розподіл населення за рідною мовою за даними перепису 2001 року:
| Мова       | Відсоток |
| ---------- | -------- |
| українська | 95,41 %  |
| російська  | 2,14 %   |
| молдовська | 2,14 %   |
| білоруська | 0,06 %   |
| болгарська | 0,06 %   |

## Склад ради
Рада складається з 16 депутатів та голови.
- Голова ради: Кмфоренко Євгеній Михайлович
- Секретар ради: Рачинська Вікторія Іванівна

### Керівний склад попередніх скликань
| Прізвище, ім'я, по батькові  | Основні відомості                                                                                  | Дата обрання | Дата звільнення |
| ---------------------------- | -------------------------------------------------------------------------------------------------- | ------------ | --------------- |
| Кифоренко Євген Михайлович   | Сільський голова, 1953 року народження, член Партії регіонів                                       | 26.03.2006   | 31.10.2010      |
| Кмфоренко Євгеній Михайлович | Сільський голова, 1953 року народження, освіта вища, член Всеукраїнського об'єднання «Батьківщина» | 31.10.2010   |                 |

Примітка: таблиця складена за даними сайту Верховної Ради України

### Депутати
За результатами місцевих виборів 2010 року депутатами ради стали:

#### За суб'єктами висування
| Суб'єкт висування                                       | Кількість обраних депутатів | %    |
| ------------------------------------------------------- | --------------------------- | ---- |
| Партія регіонів                                         | 11                          | 68,8 |
| Самовисування                                           | 4                           | 25   |
| Політична партія Всеукраїнське об'єднання «Батьківщина» | 1                           | 6,3  |

#### За округами
| № округу                                                | Прізвище, ім'я, по батькові     | Дата визнання обраним | Освіта             | Партійна приналежність | Відомості про обраного депутата                           |
| ------------------------------------------------------- | ------------------------------- | --------------------- | ------------------ | ---------------------- | --------------------------------------------------------- |
| Партія регіонів                                         |                                 |                       |                    |                        |                                                           |
| 2                                                       | Ткаченко Андрій Іванович        | 05.11.2010            | середня            | позапартійний          | тимчасово не працює                                       |
| 3                                                       | Томін Василь Андрійович         | 05.11.2010            | середня            | позапартійний          | рибінспекція, водій                                       |
| 4                                                       | Чабан Василь Миколайович        | 05.11.2010            | середня            | позапартійний          | пенсіонер                                                 |
| 5                                                       | Зорочкін Сергій Олександрович   | 05.11.2010            | середня            | позапартійний          | фермерське господарство «Зоря», голова                    |
| 6                                                       | Томін Микола Андрійович         | 05.11.2010            | вища               | позапартійний          | фермерське господарство «Надія», ветеринарний фельдшер    |
| 7                                                       | Морарю Іван Костянтинович       | 05.11.2010            | середня            | позапартійний          | тимчасово не працює                                       |
| 9                                                       | Сузанський Сергій Борисович     | 05.11.2010            | середня            | член Партії регіонів   | тимчасово не працює                                       |
| 11                                                      | Ніколайчук Анатолій Олексійович | 05.11.2010            | вища               | член Партії регіонів   | пенсіонер                                                 |
| 12                                                      | Бондаренко Ольга Іванівна       | 05.11.2010            | вища               | член Партії регіонів   | тимчасово не працює                                       |
| 14                                                      | Цалко Петро Францович           | 05.11.2010            | вища               | член Партії регіонів   | приватний підприємець                                     |
| 15                                                      | Чайковська Людмила Анатоліївна  | 05.11.2010            | вища               | член Партії регіонів   | Гольмянська загальноосвітня школа І-ІІІ ст., вчитель      |
| Політична партія Всеукраїнське об'єднання «Батьківщина» |                                 |                       |                    |                        |                                                           |
| 8                                                       | Терлецький Василь В'ячеславович | 05.11.2010            | середня            | позапартійний          | тимчасово не працює                                       |
| Самовисування                                           |                                 |                       |                    |                        |                                                           |
| 1                                                       | Рачинська Вікторія Іванівна     | 05.11.2010            | середня спеціальна | позапартійна           | Гольмянська сільська рада, секретар                       |
| 10                                                      | Мороз Микола Анатолійович       | 05.11.2010            | вища               | позапартійний          | ТОВ «Росава», агроном                                     |
| 13                                                      | Мороз Сергій Анатолійович       | 05.11.2010            | середня спеціальна | позапартійний          | фермерське господарство «Юлія», голова                    |
| 16                                                      | Диновський Олександр Йосипович  | 05.11.2010            | середня            | позапартійний          | приватне сільськогосподарське підприємство «Яник», голова |